# Oldcastle (Cheshire)
Oldcastle – wieś w Anglii, w hrabstwie ceremonialnym Cheshire, w dystrykcie (unitary authority) Cheshire West and Chester. Leży 23 km na południe od miasta Chester i 246 km na północny zachód od Londynu. W 2001 miejscowość liczyła 54 mieszkańców.